# Tiêu dùng
Tiêu dùng là việc sử dụng những của cải vật chất (hàng hóa và dịch vụ) được sáng tạo, sản xuất ra trong quá trình sản xuất để thoả mãn các nhu cầu của xã hội. Tiêu dùng là giai đoạn quan trọng của tái sản xuất. Tiêu dùng là một động lực của quá trình sản xuất, nó kích thích cho sản xuất phát triển.

## Phân loại
- Tiêu dùng cho công nghiệp

- Tiêu dùng cho đời sống

## Khác
- Bourdieu,Pierre (1979). Distinction. Routledge.

?Bourdieu, Pierre (1984). Distinction: A Social Critique of the Judgement of Taste. Cambridge: Harvard University Press. ISBN 0-674-21280-0.
?Bourdieu, Pierre (1984). Distinction: A Social Critique of the Judgement of Taste (paperback). Cambridge: Harvard University Press. ISBN 0-674-21277-0.
?Bourdieu, Pierre (1984). Distinction: A Social Critique of the Judgement of Taste. Lincoln: London. ISBN 0-415-04546-0.
- Miller, Daniel (1998). A Theory of Shopping. Polity.

?Miller, Daniel (1998). A Theory of Shopping (paperback). Ithaca, N.Y: Cornell University Press. ISBN 0-8014-8551-7.
- Slater, Don (1997). Consumer Culture and Modernity. Cambridge, UK: Polity Press. ISBN 0-7456-0304-1.
- Friedman, Jonathan (1994). Consumption and Identity.

?Consumption and Identity (Studies in Anthropology & History). Washington, DC: Taylor & Francis. ISBN 3-7186-5592-6.
- Mackay, Hugh (Editor) (1997). Consumption and Everyday Life (Culture, Media and Identities series) (Paperback). Thousand Oaks, Calif: Sage Publications. ISBN 0-7619-5438-4. {{Chú thích sách}}: |author= có tên chung (trợ giúp)
- Isherwood, Baron C.; Douglas, Mary (1996). The World of Goods: Towards an Anthropology of Consumption (Paperback). New York: Routledge. ISBN 0-415-13047-6.{{Chú thích sách}}:  Quản lý CS1: nhiều tên: danh sách tác giả (liên kết)
- Deaton, Angus (1992). Understanding Consumption. Oxford University Press. ISBN 0198288247.

?Deaton, Angus (1992). Understanding Consumption. Oxford: Clarendon Press. ISBN 0-19-828824-7.